# Internacionalismo proletário

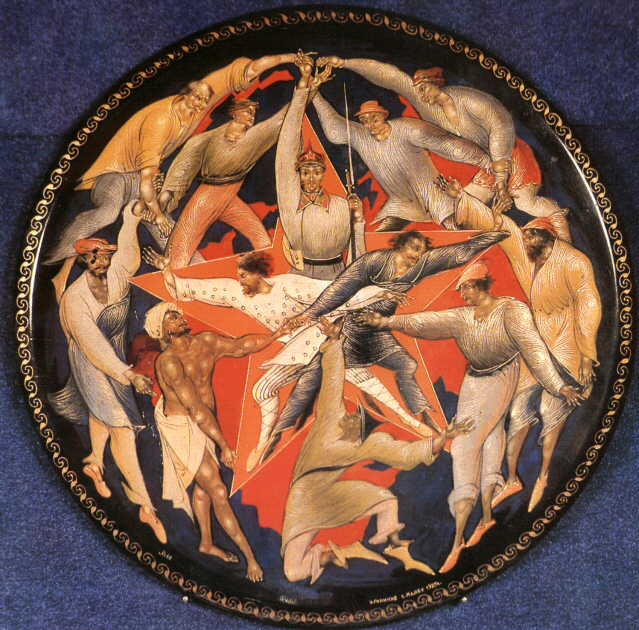
O Terceiro Internacional. miniatura em um prato redondo

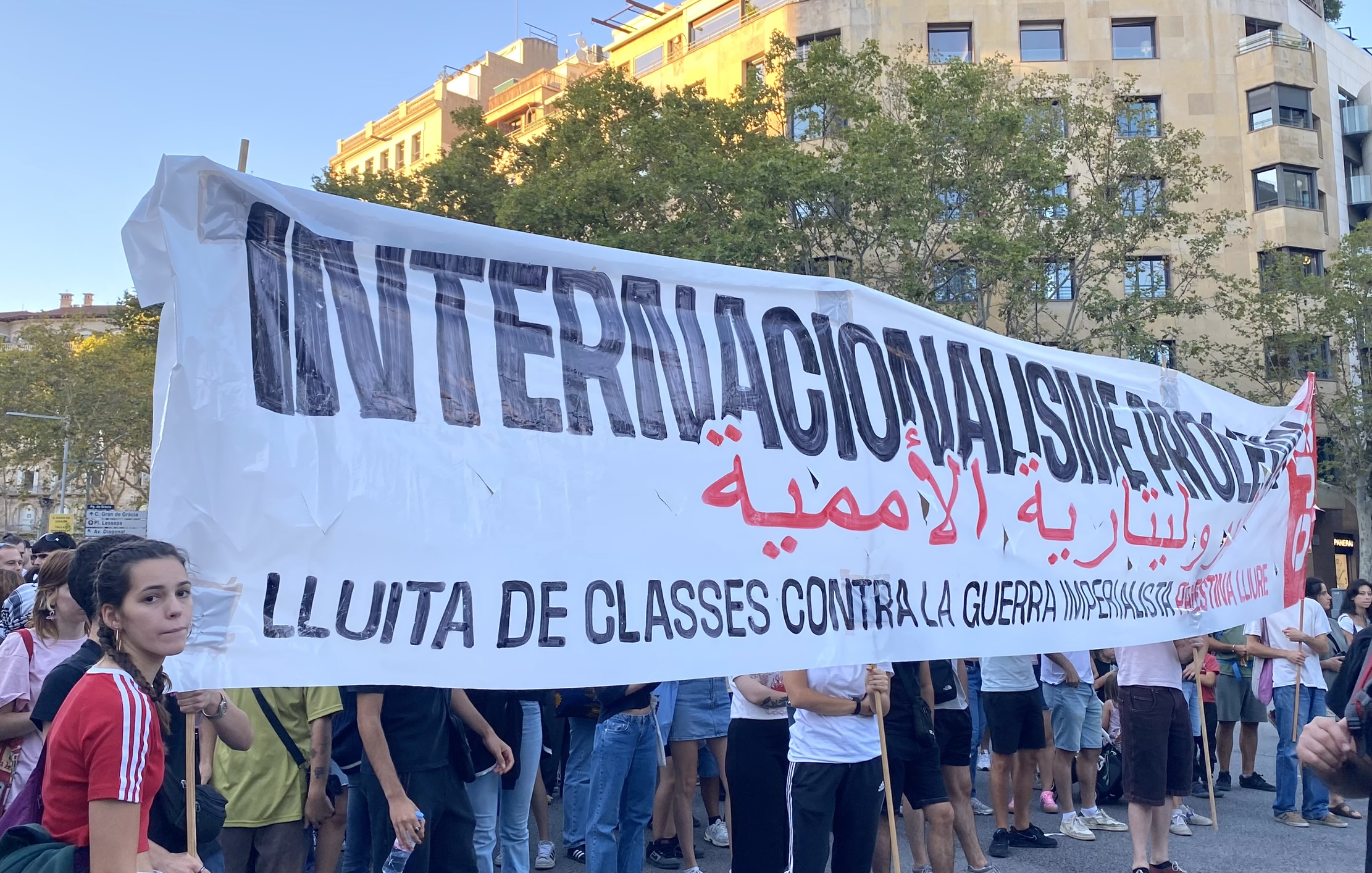
Cartaz a favor do internacionalismo proletário numa manifestação pro-palestina em Barcelona no 2024.

O internacionalismo proletário, por vezes referido como socialismo internacional, é a percepção de todas as revoluções comunistas como sendo parte de uma única luta de classes global em vez de eventos localizados separados. Baseia-se na teoria de que o capitalismo é um sistema-mundo e, portanto, as classes trabalhadoras de todas as nações devem agir em conjunto para o derrubar. Os defensores do internacionalismo proletário defendem frequentemente que os objectivos de uma determinada revolução deveriam ser globais e não locais — por exemplo, desencadeando ou perpetuando revoluções noutros locais.
O internacionalismo proletário está intimamente ligado a objectivos de revolução mundial, a serem alcançados através de revoluções comunistas sucessivas ou simultâneas em todas as nações. De acordo com a teoria marxista, o internacionalismo proletário bem sucedido conduz ao comunismo. A noção foi fortemente abraçada pelo primeiro partido comunista, a Liga Comunista, por meio de seu slogan "Trabalhadores do mundo, uni-vos!"
O internacionalismo proletário foi originalmente abraçado pelo Partido Bolchevique durante a sua tomada do poder na Revolução Russa. Após a formação da União Soviética, os defensores marxistas do internacionalismo sugeriram que o país pudesse ser utilizado como "pátria do comunismo", a partir da qual a revolução poderia ser espalhada por todo o mundo. Embora a revolução mundial tenha continuado a figurar de forma proeminente na retórica soviética durante décadas, já não ultrapassou as preocupações internas na agenda do governo, especialmente após a ascensão de Josef Stalin. Apesar disso, a União Soviética continuou a fomentar laços internacionais com partidos e governos comunistas e de esquerda em todo o mundo. Desempenhou um papel fundamental no estabelecimento de vários Estados socialistas na Europa Oriental após a Segunda Guerra Mundial e apoiou a criação de outros na Ásia, América Latina e África. Os soviéticos também financiaram dezenas de insurreições contra governos não comunistas por movimentos de guerrilha de esquerda em todo o mundo. Alguns outros Estados exerceram mais tarde os seus próprios compromissos com a causa da revolução mundial — por exemplo, Cuba enviou frequentemente missões militares internacionalistas para o estrangeiro em África e nas Caraíbas.

## Karl Marx e Friedrich Engels
O internacionalismo proletário é resumido no slogan cunhado por Karl Marx e Friedrich Engels, "Trabalhadores do mundo, uni-vos!", a última linha do Manifesto Comunista, publicado em 1848. No entanto, a abordagem de Marx e Engels à questão nacional foi também moldada por considerações tácticas na sua busca de uma estratégia revolucionária a longo prazo. Em 1848, o proletariado era uma pequena minoria em todos os países, à excepção de um punhado de países. As condições políticas e econômicas precisam amadurecer para fazer avançar a possibilidade da revolução proletária.
Por exemplo, Marx e Engels apoiaram a emergência de uma Polónia independente e democrática, que na altura estava dividida entre a Alemanha, a Rússia e a Áustria-Hungria. O biógrafo de Rosa Luxemburgo, Peter Nettl, escreve: "Em geral, a concepção de Marx e Engels do rearranjo nacional-geográfico da Europa baseou-se em quatro critérios: o desenvolvimento do progresso, a criação de unidades económicas de grande escala, a ponderação da aprovação e desaprovação de acordo com as possibilidades revolucionárias, e a sua inimizade específica à Rússia.

## Primeira Internacional
Fundado em 1864, a Primeira Internacional foi o primeiro movimento de massa com enfoque especificamente internacional. No seu auge, tinha 5 milhões de membros, de acordo com relatórios policiais dos vários países nos quais teve uma presença significativa.

## Segunda International
O internacionalismo proletário expresso na resolução apoiada por Vladimir Lenin e Rosa Luxemburgo no Sétimo Congresso da Segunda Internacional em Estugarda, em 1907, que afirmou:
As guerras entre estados capitalistas são, em regra, o resultado da sua concorrência no mercado mundial, pois cada estado procura não só assegurar os seus mercados existentes, mas também conquistar novos mercados. Nisto, a subjugação de povos e países estrangeiros desempenha um papel proeminente. Estas guerras resultam ainda da incessante corrida ao armamento pelo militarismo, um dos principais instrumentos do domínio da classe burguesa e da subjugação económica e política da classe trabalhadora.
As guerras são favorecidas pelos preconceitos nacionais que são sistematicamente cultivados entre os povos civilizados no interesse das classes dirigentes, com o objectivo de distrair as massas proletárias das suas próprias tarefas de classe, bem como dos seus deveres de solidariedade internacional.
As guerras, portanto, fazem parte da própria natureza do capitalismo; só cessarão quando o sistema capitalista for abolido ou quando os enormes sacrifícios em homens e dinheiro exigidos pelo avanço da técnica militar e a indignação provocada pelo armamento, levarem os povos a abolir este sistema.
A resolução concluiu:
Se uma guerra ameaça deflagrar, é dever das classes trabalhadoras e dos seus representantes parlamentares nos países envolvidos, apoiados pela actividade de coordenação do Bureau Socialista Internacional, exercer todos os esforços para evitar a eclosão da guerra pelos meios que consideram mais eficazes, que naturalmente variam de acordo com a afiação da luta de classes e a afiação da situação política geral.
No caso de a guerra irromper, é seu dever intervir a favor do seu rápido fim e com todos os seus poderes para utilizar a crise económica e política criada pela guerra para despertar as massas e assim apressar a queda do domínio da classe capitalista.
Lenin e os bolcheviques opuseram-se ao imperialismo e ao chauvinismo, defendendo uma política de autodeterminação nacional, incluindo o direito das nações oprimidas a separarem-se da Rússia. Acreditavam que isto ajudaria a criar as condições para a unidade entre os trabalhadores tanto das nações oprimidas como das nações oprimidas. Especificamente, Lênin afirmou: "O nacionalismo burguês de qualquer nação oprimida tem um conteúdo democrático geral que é dirigido contra a opressão e é este conteúdo que nós apoiamos incondicionalmente".